# Maxime Chazal
Maxime Chazal (* 24. April 1993 in Nouméa, Neukaledonien) ist ein französischer Tennisspieler.

## Karriere
Maxime Chazal spielt hauptsächlich auf der ATP Challenger Tour und der ITF Future Tour. Er feierte bislang zwei Einzelsiege auf der Future Tour.
Im Doppel gab er im Februar 2013 bei den Open 13, wo er an der Seite von Martin Vaïsse antrat, sein Debüt auf der ATP World Tour, jedoch verloren die beiden bereits in der Auftaktrunde gegen Sanchai Ratiwatana und Sonchat Ratiwatana.